# Terrier brasileño
El terrier brasileño es una raza de perro de Brasil de pequeño tamaño, producto del cruce de perros de raza fox terrier con otras razas de pequeño tamaño.

## Origen
La raza habría llegado a Brasil entre el siglo XIX y el siglo XX y, al igual que sus parientes de los grupos terrier, fue ampliamente utilizada en la caza de roedores, especialmente ratas en almacenes y granjas.
No hay seguridad de sus orígenes exactos, pero hay al menos tres teorías más extendidasː

### Primera Teoría
El que está en el estándar oficial de la raza terrier brasileño, dice que descienden de perros terrier traídos de Europa por las esposas de los hijos de granjeros, que muy comúnmente, desde mediados del siglo XIX. A principios del siglo XX, fueron a estudiar a Europa, y cuando regresaron, a menudo casados, habrían traído estos perros pequeños, que eran muy comunes entre las familias más ricas de Londres. y París en este momento. Posiblemente pertenecían a las razas parson russel terrier, jack russel terrier y smooth fur fox terrier, que eran razas muy comunes en Inglaterra en el siglo XIX.
Andrea Calmon, en 2009, en el informe Made in Brazil expresa: cuando estos perros se reproducen con perros de granjas en Brasil, y en el campo que se usa para cazar, proteger en menor medida, para el pastoreo de ovejas, pues en unas pocas generaciones habrían creado una nueva raza. Con el desarrollo de las grandes ciudades, los agricultores y sus familias migraron a grandes centros urbanos, por lo que la raza experimentó otro cambio de ambiente que habría contribuido a su formación, donde incluso tuvo el importante función cuidar los bienes de los depósitos de roedores.

### Segunda Teoría
Existe otra hipótesis muy sólida, y con datos históricos, dice que los perros terrier, sin una precisión de raza definida, han estado viajando como cazadores de ratas en barcos mercantes, especialmente ingleses, desde el siglo XIX. Los perros habrían sido una tripulación fija en estos buques debido al miedo de la población europea a la peste negra, y como eran muy reconocidos que los perros ayudaron a controlar a los ratones. era común cuando desembarcaron en puertos brasileños, habrían criado perros locales adaptados a las características ambientales brasileñas, y se cree que se originó el terrier brasileño. Este mismo proceso habría creado otras razas en otros países. Una última hipótesis menos extendida es que el terrier brasileño es un perro autóctono en la región de lo que ahora es el estado de São Paulo.

### Tercera Teoría

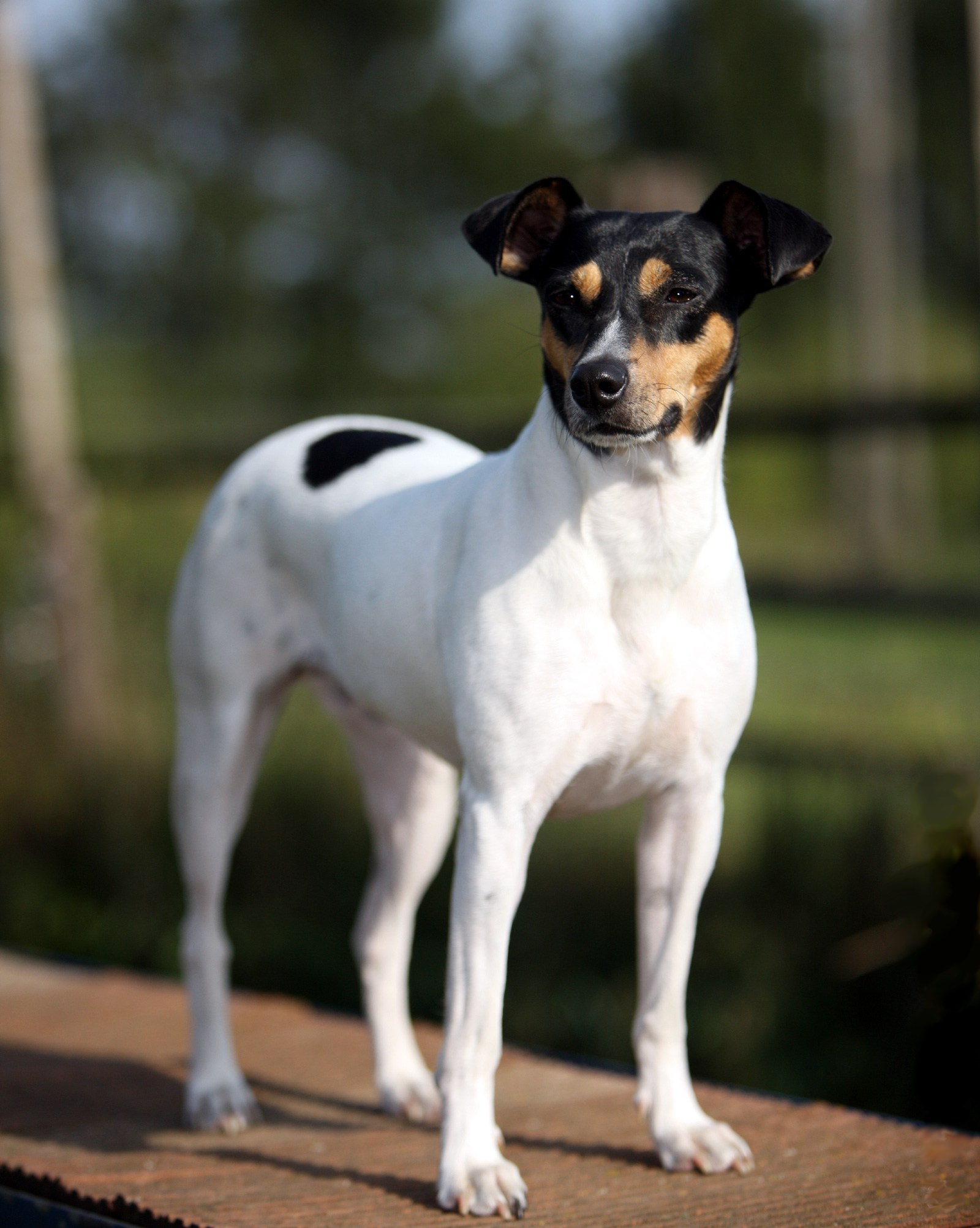
Perro Ratonero Bodeguero Andaluz, raza española.

Existe otra hipótesis más plausible desde el punto de vista fenotípico de la raza, que dice que los perros terrier españoles (ratonero bodeguero andaluz) y ratonero valenciano son los verdaderos antepasados del terrier brasileño mezclado con los perros de la razas mencionadas de la primera teoría, que son relacionado con fox terrier. Perro ratonero mallorquín es otra raza española relacionada con estos dos ya mencionados.
Estas dos razas españolas son más similares al terrier brasileño, siendo muy parecidas, incluso más similares a las razas británicas mencionadas anteriormente. Por lo tanto, basándose a Historia de Brasil, esta teoría dice que, en lugar de los perros británicos, el terrier brasileño desciende principalmente de estos dos perros españoles que probablemente habrían llegado a Brasil en barcos desde España entre 1580 y 1640, era de la Unión Ibérica, cuando España y Portugal se unieron políticamente en un reino, así como todas sus colonias en el extranjero, incluyendo Brasil; o incluso después de este período, pero remarcando que debido a la gran inmigración española fue una de las detonantes del origen de esta raza canina.

## Apariencia
Su aspecto recuerda al del Ratonero Bodeguero Andaluz. Es un perro juguetón, aunque puede servir de guardia. También es muy buena compañía, y si se educa bien, se puede contener en lugares pequeños. Otra cualidad de ellos, es que su carácter particular y juguetón, disminuye con la edad. No obstante, su carácter está ligado al ambiente en el que se encuentre, y como sea el trato de sus dueños hacia él.
- Cabeza: Stop pronunciado. Cráneo redondeado. Hocico fuerte.
- Ojos: Grandes, redondeados. Lo más oscuros posible.
- Orejas: Triangulares, semierguidas.
- Cuerpo: Bien equilibrado. Cuello moderadamente largo. Espalda y lomo cortos.
- Miembros: Sumamente cortos. Pies pequeños.
- Cola: Se corta al nacer. Fuerte, de porte alegre.
- Pelo: Corto, liso, fino, pero no suave .
- Color: Tricolor (Blanco, negro y fuego).
- Altura: Macho: de 35 a 40 cm.
- Hembra: de 33 a 38 cm.
- Peso: Como máximo 10 kg.
- Funciones:
  - Perro de guardia
  - Perro de caza menor
  - Perro de compañía
- Grupo: 3- Terriers

## Cuidado
El terrier brasileño es un perro que cambia el pelo muchas veces.

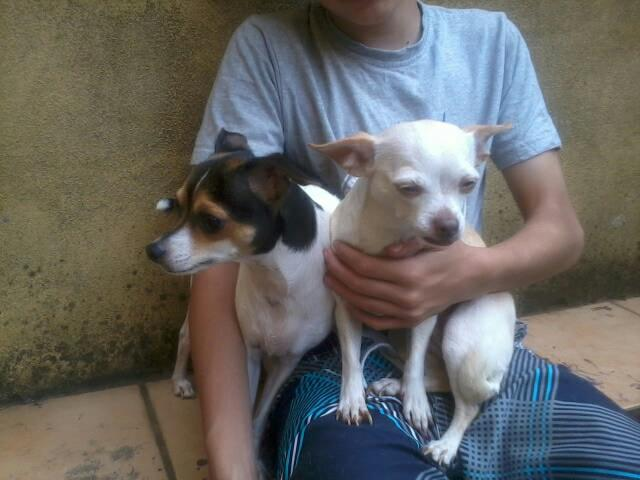
Terrier Brasileño conviviendo con un perro de raza chihuahua

## Temperamento y carácter
El terrier brasileño es un perro alegre, vivaz, curioso, inteligente y muy independiente a la hora de cazar. A este terrier no se le escapa ningún ruido ni movimiento, y está siempre alerta a todo. Además de ser un perro alerta, tiene muy buen temperamento y pasa mucho tiempo jugando, incluso cuando ya no es cachorro.
A pesar de su buen carácter para con los suyos, estos perros tienden a ser reservados con los extraños, e incluso pueden llegar a ser agresivos. Por tanto, es muy importante la correcta socialización de los perros con la gente desde temprana edad.
También tienden a ser agresivos con otros perros y otras mascotas, por lo que es importante socializarlos desde cachorros. No es recomendable tener un terrier brasileño con mascotas pequeñas, porque su instinto de caza es muy fuerte y tiende a perseguir y matar animales pequeños. Sin embargo, puede llevarse bien con perros con los que fue criado desde pequeño, siempre y cuando se haya socializado correctamente tanto al terrier brasilero como a los otros perros.
En lo que respecta al adiestramiento canino, el terrier brasileño es de lo mejor si se comprenden los principios del aprendizaje o un desastre si se usan métodos tradicionales de adiestramiento. Este perro aprende con mucha facilidad tanto las buenas conductas como las malas, y cualquier intento de someterlo por la fuerza (o mediante falsas premisas de dominancia) es inútil. En cambio, mediante el adiestramiento con clicker u otros estilos basados en el reforzamiento positivo, se consiguen resultados magníficos.
Al ser un terrier tan activo, el terrier brasileño puede presentar problemas de comportamiento según dónde viva. Los más característicos son: ladridos excesivos, cavar el jardín, destruir cosas y agresión hacia otras mascotas. Cuando se aburre tiende a ser un perro destructor.
Esos problemas, sin embargo, no son un impedimento para que este perro sea una excelente mascota, siempre que se cubran sus requerimientos básicos. Si se le brinda suficiente ejercicio (paseos y juegos intensos), su carácter hiperactivo puede canalizarse a actividades aceptables. Eso sí, no es una mascota ideal para niños pequeños, ya que tiende a morder en reacción a los malos tratos involuntarios que recibe.

## Otros Nombres

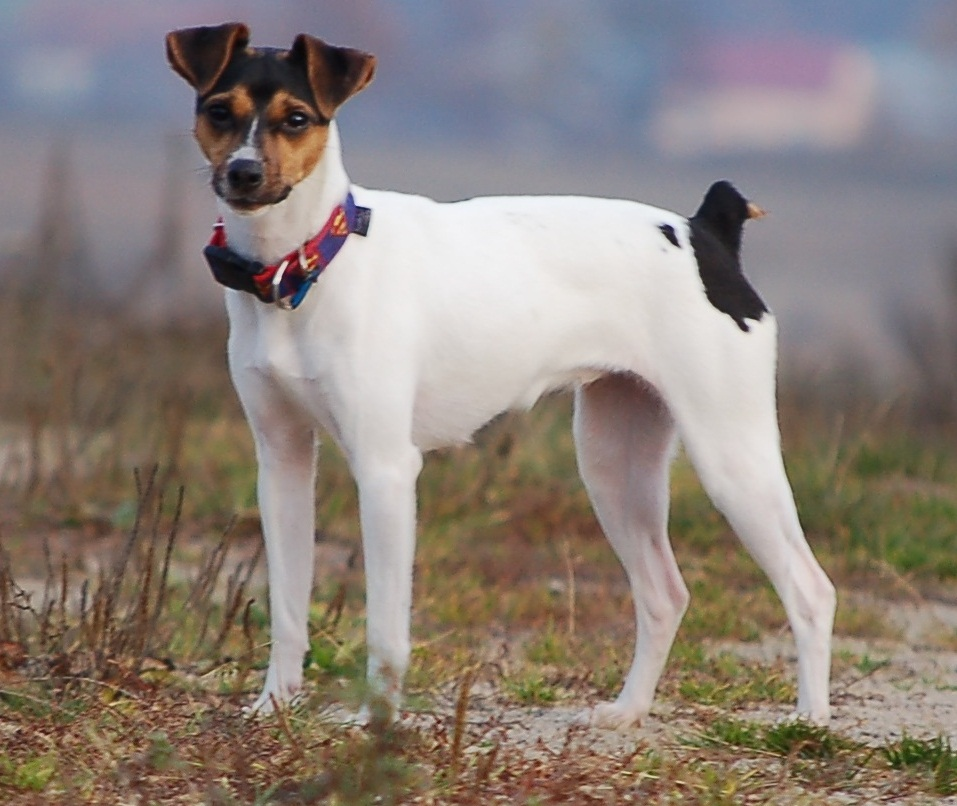
“Fox paulista”

Esta raza es coloquialmente conocida como “fox paulistinha” en Brasil, por contar un relación o semejanza con el fox terrier y por tener cierto origen históricamente más común con el interior del Estado de São Paulo, a pesar de existir otras regiones del país. pero su nombre oficial es “terrier brasileño” fue creado durante el proceso de registro y reconocimiento de la raza con la  CBKC y la  FCI. Informalmente, también se le ha conocido siempre en el estado de Rio Grande do Sul como "fox", y en el estado de Minas Gerais como "Foquinho", un diminutivo de "Fox". Fuera de Brasil, la raza es más conocida por su registro oficial.